# Lac Dumoine
Der Lac Dumoine ist ein See in der Verwaltungsregion Abitibi-Témiscamingue im Südwesten der kanadischen Provinz Québec.

## Lage
Der Lac Dumoine befindet sich etwa 80 km nördlich der Gemeinde Rapides-des-Joachims im Bereich des Kanadischen Schilds. Der stark gegliederte See hat eine Fläche von 76 km². Er besitzt eine Nord-Süd-Ausdehnung von 34 km.
Der See besitzt drei langgestreckte schmale Arme nach Norden. In den östlichen Arm mündet der Oberlauf des Rivière Dumoine, in den mittleren Arm der Rivière aux Écorces. Der Rivière Kipawa entwässert den See am Ende des westlichen Arms. Am südlichen Seeende verlässt der Rivière Dumoine den See. Somit besitzt der See zwei natürliche Abflüsse.
Der See gilt als gutes Angelgewässer für Glasaugenbarsche.
Das Umweltministerium der Provinz plant ein Schutzgebiet (Réserve aquatique) am Rivière Dumoine, welches den Lac Dumoine und weite Teile dessen Einzugsgebiets einschließt.